# 釜慶大學
釜慶大學（韓語：부경대학교，漢字：釜慶大學校），全稱國立釜慶大學校（국립부경대학교)，是一所位於大韓民國釜山廣域市南區的國立大學。

## 簡介
1924年最早的近代工業技術教育機關釜山工業大學和1941年韓國最早水產高等教育機構的釜山水產大學於1996年合併而成的全的國立大學。位於韓國第二大城市釜山市。在水產、海洋環境領域具有最卓越的研究力量和最優秀的教育團隊，同時在工學和自然科學領域见长。海洋生命科學研究所，海洋水產物質轉換生物研究所，水產疾病管理院等領域在韓國屬於最早開始研究的場所並作出了很多成績。有兩個校區，大淵校區和龍堂校區，每個校區的面積都超過10萬坪，本科生和研究生共2萬7千餘名。學校有565名教授，137名助教和389名行政職員。
2016年，聯合國糧食及農業組織選定釜慶大學作為世界水產大學進行支援。

## 院系设置
- 人文社会科学院
- 自然科学院
- 经营学院
- 理工学院
- 环境·海洋学院
- 水产科学学院
- 一般大学院
- 教育大学院
- 産業大学院
- 經營大学院
- 国際大学院

## 著名校友
- 朴槿惠（韩国第一位女总统，于2012年当选）：朴槿惠获得釜庆大学颁发的博士学位[2]

影片 朴槿惠
- 金在哲（韩国东远财阀（朝鲜语：동원그룹）创始人）：1963届 海洋水产管理学(해양산업경영학) 毕业[4]
- 麦基·萨勒（Macky Sall）塞内加尔总统：名誉政治学博士[5]

- 吴登盛 缅甸总统： 名誉政治学博士 新闻页面 （页面存档备份，存于）[6][7]
- Heize 韓國著名饒舌女歌手
- 權恩妃 韓國女子組合IZ*ONE隊長 (未畢業)

## 姊妹大学

### 交换学生项目部分
国际交流部缔约交流大学列表

#### 美国
- 北方州立大学 （页面存档备份，存于）
- 乔治亚州立大学
- 中央华盛顿大学
- 中央俄克拉荷马大学
- 犹他大学
- 宾夕法尼亚大学（哈里斯堡校区）

#### 澳大利亚
- 昆士兰科技大学
- 格里菲斯大学
- 南澳大学
- 邓肯大学

#### 中国
- 大连海洋大学
- 中国海洋大学
- 上海交通大学
- 北京工业大学
- 中国人民大学

#### 日本
- 东北大学
- 北海道大学
- 佐贺大学
- 长崎大学
- 横滨国立大学
- 东京海洋大学
- 金泽大学
- 宇都宮大学
- 鹿儿岛大学
- 鸟取大学

#### 台灣
- 國立中央大學
- 國立中山大學
- 國立台北科技大學
- 國立臺灣海洋大學
- 國立彰化師範大學
- 國立東華大學
- 逢甲大學
- 國立台北教育大學